# Léon de Steenhault de Waerbeek
Baron Léon Ernest Alexandre Hubert Ghislain de Steenhault de Waerbeek (Brussel, 23 januari 1871 - Etterbeek, 19 november 1939) was een Belgisch senator en burgemeester.

## Biografie

### Familie
Léon de Steenhault de Waerbeek was een telg uit de familie De Steenhault. Hij was een zoon van baron Adhémar de Steenhault de Waerbeek, burgemeester van Vollezele, provincieraadslid van Brabant en senator, en een kleinzoon van baron Ernest de Steenhault de Waerbeek, burgemeester van Vollezele, provincieraadslid van Brabant en volksvertegenwoordiger.
Hij trouwde in 1903 in Angleur met Hélène Nagelmackers (1882-1932), dochter van bankier Jules Nagelmackers. Ze kregen vier zoons en een dochter.
- Baron Jean de Steenhault (1904-1976), driemaal getrouwd en met twee dochters uit het eerste huwelijk.
- Nicole de Steenhault (1910-1988), getrouwd met baron Jacques van der Bruggen.
- Henri de Steenhault 1912-1957), getrouwd met Liselotte von Rittershausen (1907-1962), met één dochter.
- Albert de Steenhault (1915-1944), getrouwd met Audrey Edwards (1910-1971). Hij kwam om in bevolen dienst als piloot in Canada.
- Baron Yves de Steenhault (1916-1997), jezuïet-missionaris in Calcutta. Hij was de laatste naamdrager en met hem is de familie de Steenhault de Waerbeek uitgestorven.

### Loopbaan
De Steenhault de Waerbeek was landbouwingenieur en beheerder van de familie-eigendommen. In 1906 volgde hij zijn vader op als gemeenteraadslid en burgemeester van Vollezele, wat hij bleef tot aan zijn dood. Hij was ook provincieraadslid van Brabant (1914-1920).
In maart 1920 werd hij verkozen tot katholiek senator voor het arrondissement Brussel en vervulde dit mandaat tot in 1936.